# Гутьеррес Нахера, Мануэль
Мануэ́ль Гутье́ррес На́хера (исп. Manuel Gutiérrez Nájera; 22 декабря 1859[…], Мехико — 3 февраля 1895[…], Мехико) — мексиканский поэт, писатель и журналист, причисляемый к предшественникам и первым представителям испано-американского модернизма. Его поэтические произведения составляют всего один небольшой том, но влияние их на развитие мексиканской поэзии было очень значительным.

## Биография
Был старшим из четырёх детей в семье. Его образованием в основном занималась мать, а также частные репретиторы. Увлекался в юности сочинениями староиспанских мистиков и пытался подражать лирике св. Тересы Авильской. Познакомившись с произведениями Теофиля Готье, Верлена и Бодлера, Нахера становится убеждённым поклонником новой поэтической школы и пишет ряд символических и импрессионистических стихотворений, в которых проступает сильный элемент эротического мистицизма, занявшего впоследствии столь значительное место в творчестве Рубена Дарио.
Первые сочинения Нахеры появились в «Иберии» (La Iberia) в 1873 году, когда ему было всего 13 лет. Опубликованный там же в 1876 году материал 16-летнего Нахеры «Искусство и материализм» считается первым модернистским манифестом. В 1894 году Нахера основал журнал «Ревиста асуль» («Лазурный журнал»). С журналом сотрудничали виднейшие писатели и поэты Латинской Америки: Хосе Марти, Рубен Дарио, Хосе Хуан Таблада. Журнал познакомил латиноамериканских читателей с творчеством Л. Н. Толстого и И. С. Тургенева. В своеобразных условиях развития Мексики как полуколониальной страны с устойчивыми феодальными пережитками поэзия Нахеры явилась выражением реакции мелкой буржуазии на становление капиталистических порядков; в испуге перед встречной волной крестьянского и индейского революционного движения она метнулась в сторону европейского декаданса и католической мистики. Для прозы Нахеры характерен жанр короткого импрессионистического рассказа.
Использовал многочисленные псевдонимы: El Duque Job (прославивший его стих La Duquesa Job), Raphael, Frú-Frú, Puck, Junius, Recamier, Juan Lanas, El Cura de Jalatlaco, El Perico de los Palotes, Mr. Can-Can, а некоторые свои работы подписывал «крестьянин» ("el campesino), «священник» («el sacerdote») и т. д.
У него была гемофилия, осложнившаяся после операции; в итоге поэт умер от кровотечения в Мехико в возрасте 35 лет,

## Сочинения
- Hamlet y Ofelia;
- Tristissima nox; Mariposan;
- La serenata de Schubert;
- Pax animae;
- Mis enlutadas;
- Non omnis moriar;
- Odas breves.
- «Cuentos frágiles» сб. рассказов («Хрупкие рассказы»), 1883.
- Собр. его стихотворений издано в Мехико, под ред. Хусто Сверры, 1896.

## На русском языке
- Нагера, Мануэль Гутьеррес. Стихи. Предисловие В.Столбова. Гравюры художника Ф.Константинова. М.: ГИХЛ., 1960.- 87 с.
- Поэты Мексики. Пер. с исп. Ред. коллегия: Е.Винокуров и др. Сост., предисл. и коммент. И Чежеговой. Худ. В. Суриков. М.: «Худож. лит.», 1975.- С.29-43.
- История фальшивого песо. В сб.: Любовь Бентоса Сагреры. Южно-американские рассказы. М.-Л., 1930.